# Krajinná památková zóna

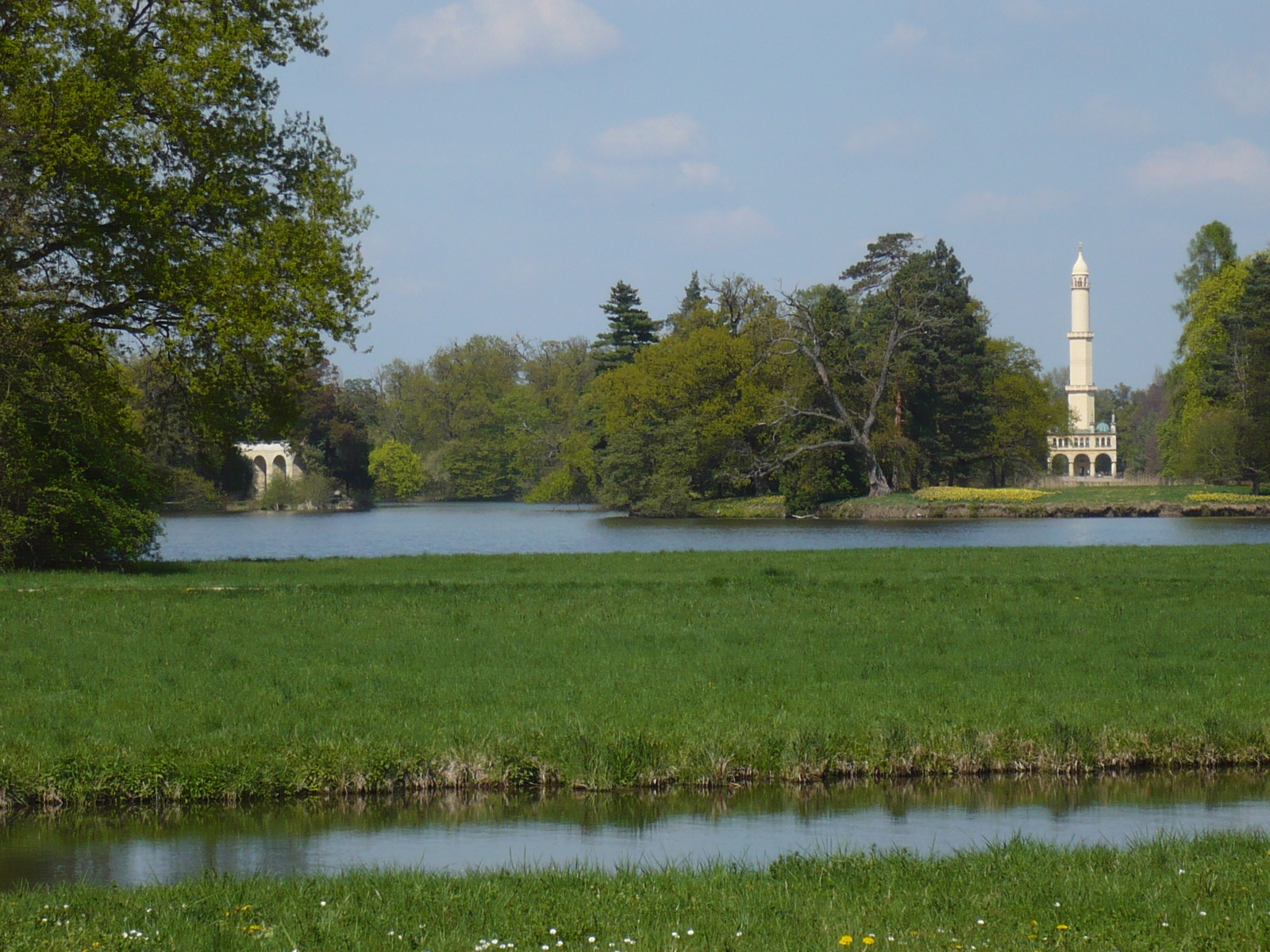
Zámecký park v Lednicko-valtickém areálu na jižní Moravě

Krajinná památková zóna (KPZ) je specifický typ památkově chráněného území, památkové zóny, která vykazuje jak přírodní, tak kulturně historické hodnoty, jejichž význam je pro vyhlášení ochrany daného území rozhodující. Z tohoto důvodu je ochrana krajinných památkových zón v gesci památkové péče v souladu s památkovým zákonem č. 20/1987 Sb., který v Československé socialistické republice vstoupil v platnost 1. 1. 1988. Pro výběr a vyhlašování krajinných památkových zón jsou prvořadé hodnoty dané kulturní krajiny.  Historická kulturní krajina bývá charakterizována výraznou kompozicí, doplněnou alejemi, místními komunikacemi a souvisejícími stavbami, může se však jednat i o ukázku kontinuálního vývoje zemědělského hospodaření či o pozůstatky krajiny montánní s doklady hornické činnosti nebo o typ krajiny memoriální, spojené s památkami na významné bitvy. Jako první dvě krajinné památkové zóny na území České republiky (tehdy ještě v rámci ČSFR) byly v roce 1992 prohlášeny Lednicko-valtický areál a bojiště bitvy u Slavkova. V červnu 2024 se v Česku nacházelo 28 krajinných památkových zón.

## Mezinárodní dokumenty o ochraně kulturní krajiny
- Úmluva o ochraně světového kulturního a přírodního dědictví, přijatá na 16. zasedání Výboru pro světové dědictví v roce 1992 v Santa Fé (USA).
- Evropská úmluva o krajině (European Landscape Convention), přijatá 20. října 2000 v italské Florencii. Česká republika ji podepsala 28. 11. 2002, v platnost na území ČR úmluva vstoupila 1. března 2004. K lednu 2013 se jako smluvní strany k této úmluvě připojilo 37 členských států Rady Evropy.
- Úmluva o ochraně archeologického dědictví Evropy (tzv. Maltská úmluva), přijatá 16. ledna 1992. Pro ČR vstoupila v platnost 23. září 2000.
- Úmluva o ochraně architektonického dědictví Evropy, přijatá 3. října 1985 ve španělské Granadě. Pro ČR vstoupila v platnost 1. srpna 2000.[1]

## Legislativní ochrana kulturní krajiny v České republice
Kromě mezinárodních úmluv, k nímž Česká republika přistoupila, odhodlání střežit a rozvíjet zděděné přírodní a kulturní bohatství - hmotné i duchovní - deklaruje základní zákon ČR, tj. Ústava České republiky. Dosud jediný zákon České republiky, který má pojem ochrany krajiny přímo ve svém názvu, je zákon č. 114/1992 Sb. o ochraně přírody a krajiny. Z hlediska péče o historickou kulturní krajinu má prvořadý význam zákon č. 20/1987 Sb. (tzv. památkový zákon). S konkrétními postupy při ochraně krajinných památkových zón bezprostředně souvisejí další právní dokumenty, jako je zákon č. 183/2006 Sb. (stavební zákon), zákon č. 252/1997 Sb. o zemědělství, zákon č. 334/1992 o ochraně zemědělského půdního fondu, dále lesní zákon (zákon č. 289/1995 Sb.), zákon o myslivosti (zákon č. 445/2001), vodní zákon (zákon č. 254/2001 Sb.), zákon o rybníkářství' (zákon č. 99/2004 Sb.) a zákon o pozemkových úpravách (zákon č. 139/2002 Sb.).